# Euderus jezoensis
Euderus jezoensis är en stekelart som beskrevs av Ishii 1938. Euderus jezoensis ingår i släktet Euderus och familjen finglanssteklar. Inga underarter finns listade i Catalogue of Life.